# Fortaleza
Fortaleza è una città della regione Nordeste del Brasile, capitale dello stato del Ceará, parte della mesoregione Metropolitana de Fortaleza e della microregione di Fortaleza. La città si è sviluppata sulle rive del torrente Pajeú, in precedenza chiamato Marajaik (fiume delle palme), che nasce nell'attuale bairro Aldeota all'incrocio con le vie Silva Paulet, José Vilar, Bárbara de Alencar e Dona Alexandrina e percorre quasi 5 000 metri fino a sfociare nell'Oceano Atlantico all'altezza della Praia Formosa, con la foce al "Poço da Draga". La città si trova a 2 285 km da Brasilia. La sua toponomastica è un'allusione al Forte Schoonenborch, costruito dagli olandesi durante la loro permanenza nella regione tra il 1637 e 1654. Il motto della città (presente nello stemma) è la parola in latino: "Fortitudine", cioè "forza, valore, coraggio."
Localizzata sulla costa atlantica, con 34 km di spiagge, e posta ad un'altitudine media di 21 metri sul livello del mare, il comune si sviluppa su 313,8 km², per una popolazione di 2 473 614 abitanti, con una densità di popolazione di 7 903 abitanti/km². È la città più popolata del Ceará, e la quarta del Brasile. La Regione Metropolitana di Fortaleza conta 3 435 456 abitanti, ed è la settima più popolosa del Brasile, e la terza della regione del nord-est.
Fortaleza possiede il 14° PIL più elevato del Brasile e il primo tra le città del Nordeste con 73 miliardi di reais, ed è un importante centro industriale e dei servizi, con il settimo maggiore potere d'acquisto del paese. La città è una popolare destinazione turistica, con attrazioni come la micareta Fortal alla fine di luglio e il più alto parco acquatico del Brasile, il Beach Park. È sede del Banco do Nordeste, e della Companhia Ferroviária do Nordeste e del DNOCS.
La città è servita da un aeroporto, l'Aeroporto di Fortaleza-Pinto Martins, dal quale è possibile usufruire di voli nazionali ed internazionali. La BR-116, la più importante strada brasiliana, inizia a Fortaleza.

## Economia
Fortaleza risulta essere una delle città più ricche del Brasile, il PIL di Fortaleza risulta essere di 42 miliardi di euro, derivante dal suo commercio, dall'attività industriale e turismo. Centro di Fortaleza, o Centro, è dove avvengono la maggior parte delle attività commerciali. Monsenhor Tabosa Avenue, vicino a Spiaggia di Iracema e dintorni Aldeota sono importanti distretti commerciali. Fortaleza ha due dei dieci più grandi centri commerciali del paese, Shopping Iguatemi e RioMar Shopping, il settimo e l'ottavo rispettivamente.
Fortaleza è sede di numerosi altri centri commerciali, il più noto è RioMar Norte, Shopping Del Paseo, Nord Shopping Jóquei, Parangaba Shopping, Via Sul, Varanda Mall e Jardins Apri Mall.
L'industria manifatturiera produce calzature, prodotti tessili, articoli in pelle di derivazione, e alimenti trasformati e bevande. Attualmente, Fortaleza offre una grande varietà di spazi per eventi, permettendo diversi tipi di eventi da promuovere, che vanno da piccole riunioni di lavoro ai convegni e fiere nazionali ed internazionali che ricevono migliaia di persone. La sede dell'evento più grande e meglio attrezzato a disposizione nel nord-est del Brasile è il centro del Ceará (CEC) Evento a Fortaleza, inaugurato nel 2012. Molti alberghi, centri commerciali e altri luoghi offrono anche spazi adeguati per i diversi tipi di incontri. La TAF Airlines, ormai non più in attività, aveva la sua sede a Fortaleza.

## Geografia fisica

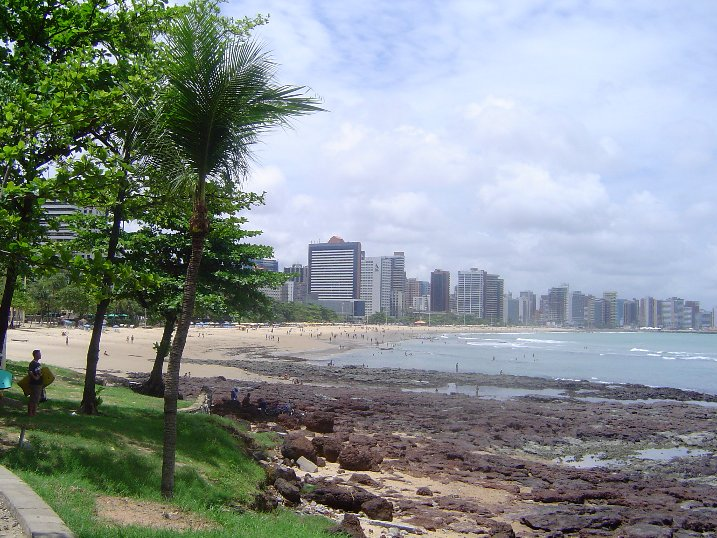
Vista dal litorale

È la città più popolata della regione, sopravanzando di poco Salvador, ed è la quarta città più popolata del Brasile. Fortaleza ha un'area di 336 km quadrati. A nord è bagnata dall'Oceano Atlantico, a sud confina con le città di Pacatuba, Eusébio, Maracanaù e Itaitinga. Ad est confina con la città di Aquiraz e l'Oceano Atlantico. Infine ad ovest con la città di Caucaia.

## Società

### Religione
La religione più praticata a Fortaleza è quella cattolica, che si è diffusa durante il periodo coloniale grazie all'influenza dei coloni portoghesi e alla predicazione dei missionari.
| Religione          | Percentuale | Numero    |
| ------------------ | ----------- | --------- |
| Cattolici          | 79,0%       | 1 691 487 |
| Protestanti        | 12,58%      | 269 469   |
| Nessuna religione  | 5,99%       | 128 190   |
| Kardecisti         | 0,83%       | 17 780    |
| Testimoni di Geova | 0,64%       | 13 758    |
| Altre religioni    | 0,7%        | 15 923    |

Source: Instituto Brasiliano di Geografia e Statistica, 2000. 

## Clima
| Fortaleza           | Mesi | Mesi | Mesi | Mesi | Mesi | Mesi | Mesi | Mesi | Mesi | Mesi | Mesi | Mesi | Stagioni | Stagioni | Stagioni | Stagioni | Anno  |
| Fortaleza           | Gen  | Feb  | Mar  | Apr  | Mag  | Giu  | Lug  | Ago  | Set  | Ott  | Nov  | Dic  | Inv      | Pri      | Est      | Aut      | Anno  |
| ------------------- | ---- | ---- | ---- | ---- | ---- | ---- | ---- | ---- | ---- | ---- | ---- | ---- | -------- | -------- | -------- | -------- | ----- |
| T. max. media (°C)  | 30   | 29,8 | 29,5 | 29,3 | 29,4 | 29,4 | 29,1 | 29,3 | 29,9 | 30,2 | 30,4 | 30,1 | 30,0     | 29,4     | 29,3     | 30,2     | 29,7  |
| T. min. media (°C)  | 23,5 | 23,4 | 23,0 | 22,8 | 22,2 | 21,8 | 21,9 | 22,3 | 23,2 | 23,7 | 24,0 | 23,6 | 23,5     | 22,7     | 22,0     | 23,6     | 23,0  |
| Precipitazioni (mm) | 98   | 185  | 310  | 329  | 215  | 132  | 67   | 28   | 18   | 13   | 14   | 39   | 322      | 854      | 227      | 45       | 1 448 |

## Cucina
La cucina locale è ricca di frutti di mare con una grande predominanza del granchio (Carangueijo). Insieme agli alimenti base della cultura brasiliana (riso, fagioli, manioca, churrasco), ci sono alcuni piatti tipici del nord-est del Brasile come la tapioca, la carne de sol (carne essiccata tipica della regione), la moqueca ed il bobó de camarão. Il cibo più tipico del Ceará è il Baião-de-dois, una specie di risotto con fagioli (comunemente fagioli verdi) e formaggio, mangiato insieme al churrasco di pecora o a carne de sol.

## Sport
Lo sport più popolare in Fortaleza, come il resto del Brasile, è il calcio. Le principali partite del Campionato Cearense vengono riprodotti a Fortaleza. Ci sono diversi club Federcalcio della città. I più importanti sono il Ceará Sporting Club, il Fortaleza Esporte Clube e il Ferroviário Atlético Clube. La città ha acquisito notorietà per essere stata una delle città ospitanti della FIFA Confederations Cup 2013 e della Coppa del Mondo FIFA 2014.
Oltre al calcio, Fortaleza è anche sede di sport nautici. Forti venti rendono Praia do Futuro un luogo eccellente per questo tipo di pratica. Fortaleza ospita comunemente competizioni mondiali di surf, windsurf e kitesurf. Nella città sono anche diffusi altri sport come il beach volley, il tennis da tavolo, lo skateboard e il futsal.
Inoltre, Fortaleza ha una buona tradizione negli sport da combattimento, come anche evidenziato dal recente successo diversi atleti del luogo nella disciplina di arti marziali miste.

## Città gemellate
Fortaleza è gemellata con:
- Caracas

- Miami Beach

- Praia

- Montese

- Natal

- Racine
- Saint Louis